# 1928年臺灣
|        | 臺灣歷史 \| 台灣歷史年表 |
| 世纪： | 19世纪臺灣 \| 20世纪臺灣 \| 21世纪臺灣 |
| 年代： | 1890年代臺灣 \| 1900年代臺灣 \| 1910年代臺灣 \| 1920年代臺灣 \| 1930年代臺灣 \| 1940年代臺灣 \| 1950年代臺灣                                           |
| 年份： | 1923年臺灣 \| 1924年臺灣 \| 1925年臺灣 \| 1926年臺灣 \| 1927年臺灣 \| 1928年臺灣 \| 1929年臺灣 \| 1930年臺灣 \| 1931年臺灣 \| 1932年臺灣 \| 1933年臺灣 |
| 纪年： | 戊辰年（龙年）、日本昭和3年 |

1928年臺灣已被日本統治33年，本年發生朝鮮獨立運動參與者趙明河行刺來臺灣訪問的皇族久邇宮邦彥王的臺中不敬事件。此事導致臺灣總督上山滿之進、總務長官後藤文夫、警務局長本山文平、臺中州知事佐藤續等人為該事件相繼引咎辭職。

## 政府

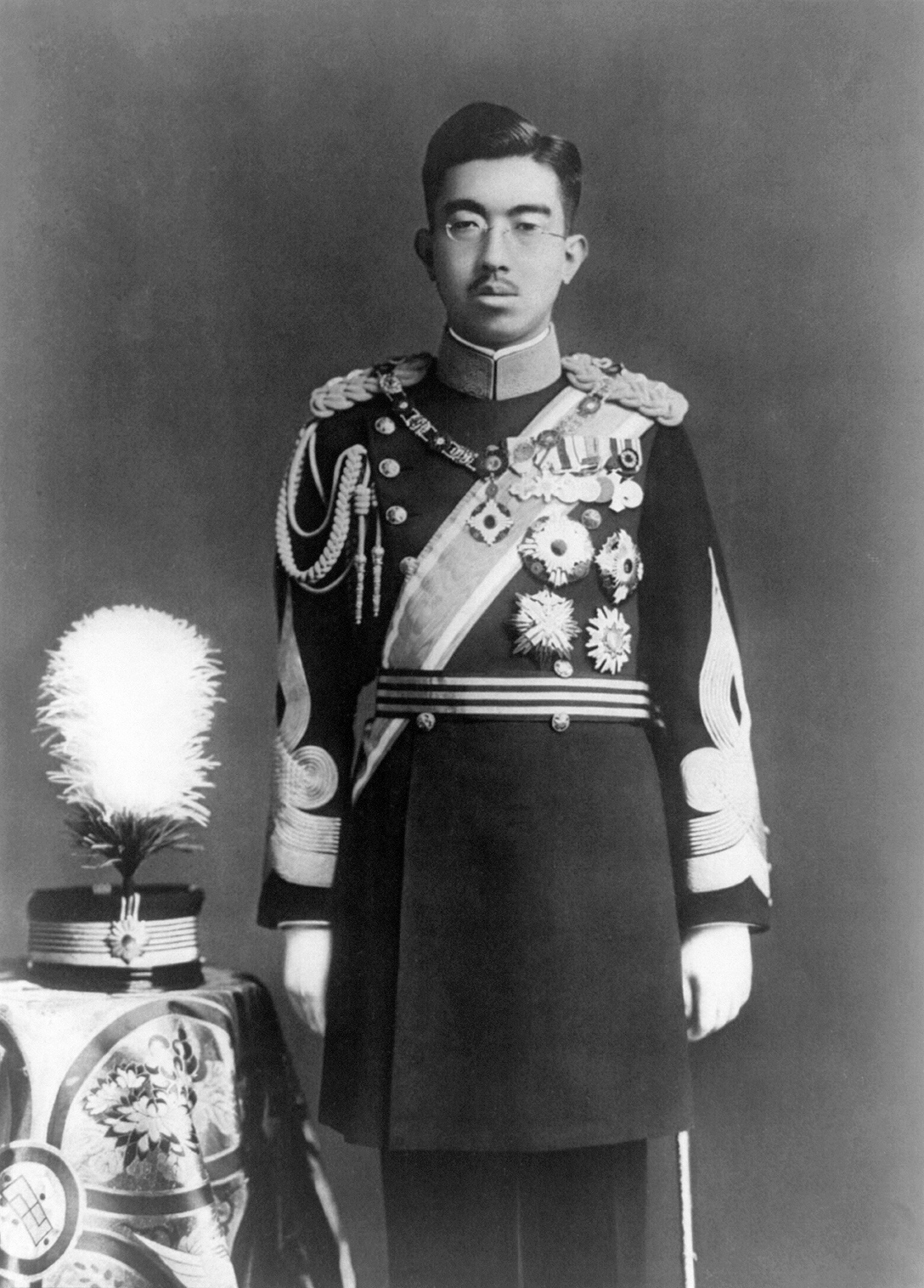
天皇：昭和天皇
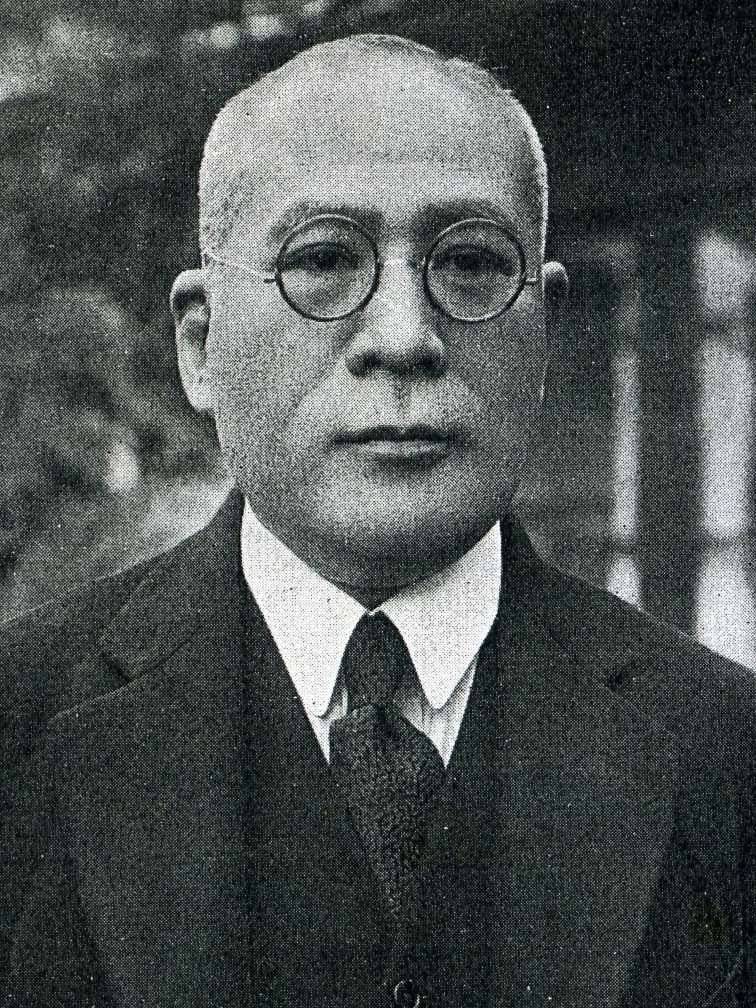
臺灣總督：川村竹治
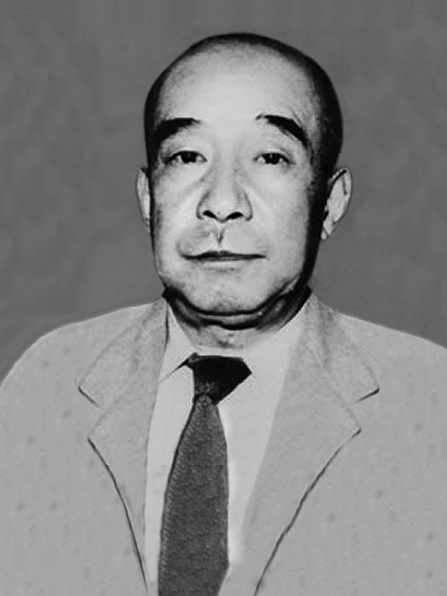
總務長官：河原田稼吉

### 成員變動

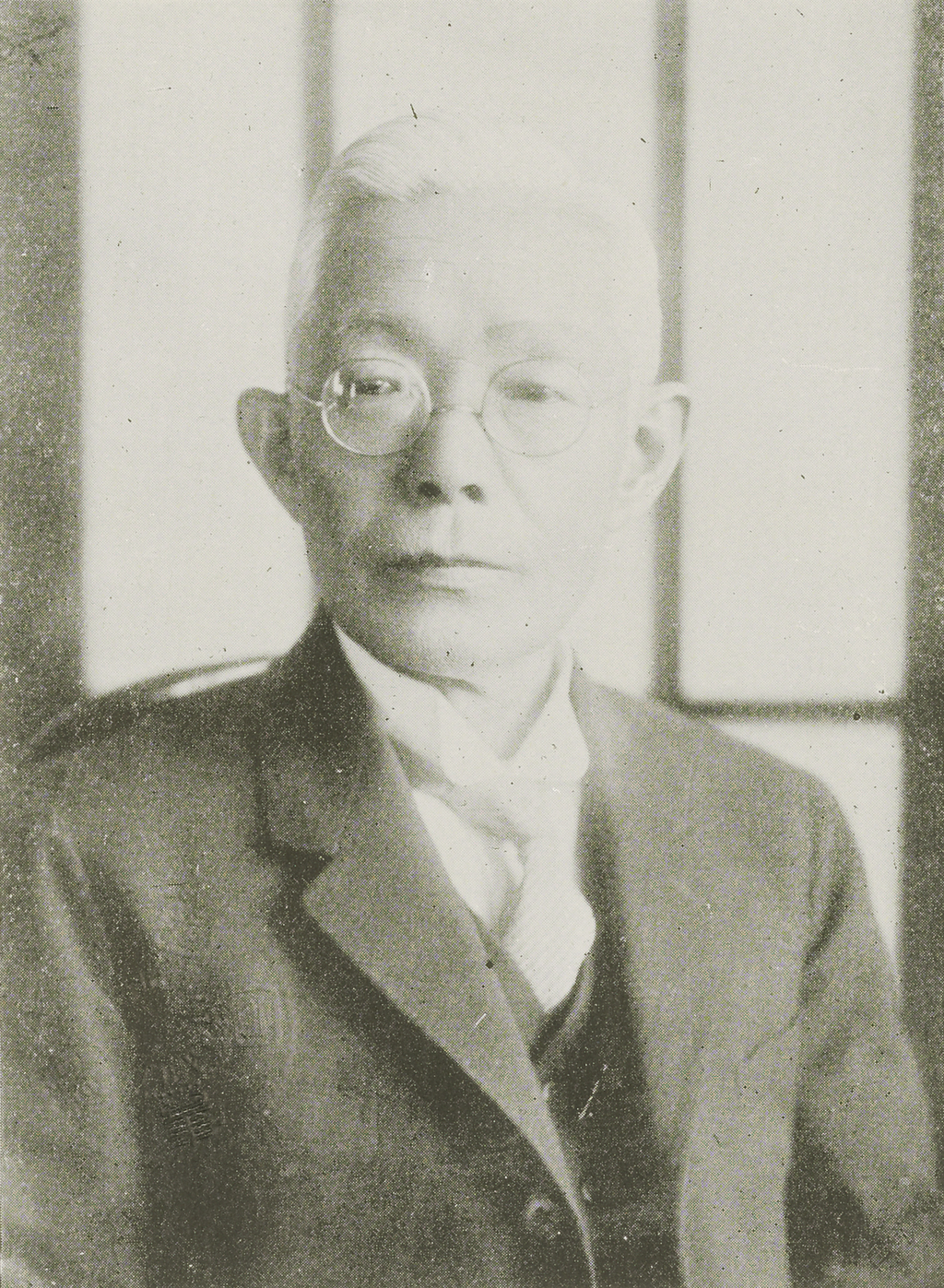
臺灣總督：上山滿之進（辭職）
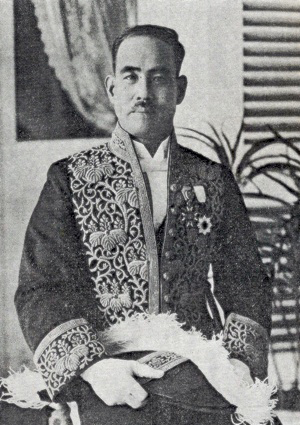
總務長官：後藤文夫（辭職）

## 大事記

### 1月
- 1月1日——臺灣機械工會聯合會於臺北市港町（今環河北街）成立[1]:206，臺灣機械工會代表78人出席成立大會[2]:2910。

### 2月
- 2月1日——日本在臺灣實施《臺灣土地改用總則》[2]:2938。
- 2月19日——臺灣工友總聯盟成立[1]:206。臺灣民眾黨領導下之勞工團體29個單位（會員共有6,367人），在臺北設立臺灣工友總聯盟，聯盟規約之宗旨，在謀工人及店員之利益與幸福及其在生活之向上，其任務有「統一全島之勞動運動」等10項[2]:2961。

### 3月
- 3月16日——台北帝國大學（今台灣大學）成立。

### 4月
- 4月3日——高雄機械工會成立[1]:206。
- 4月15日——臺灣共產黨於中國上海成立[1]:207。
- 4月17日——陳金水在新竹進行第一次飛行表演時墜機，生還[3]。
- 4月25日——第九次臺灣議會設置請願運動[1]:207。

### 5月

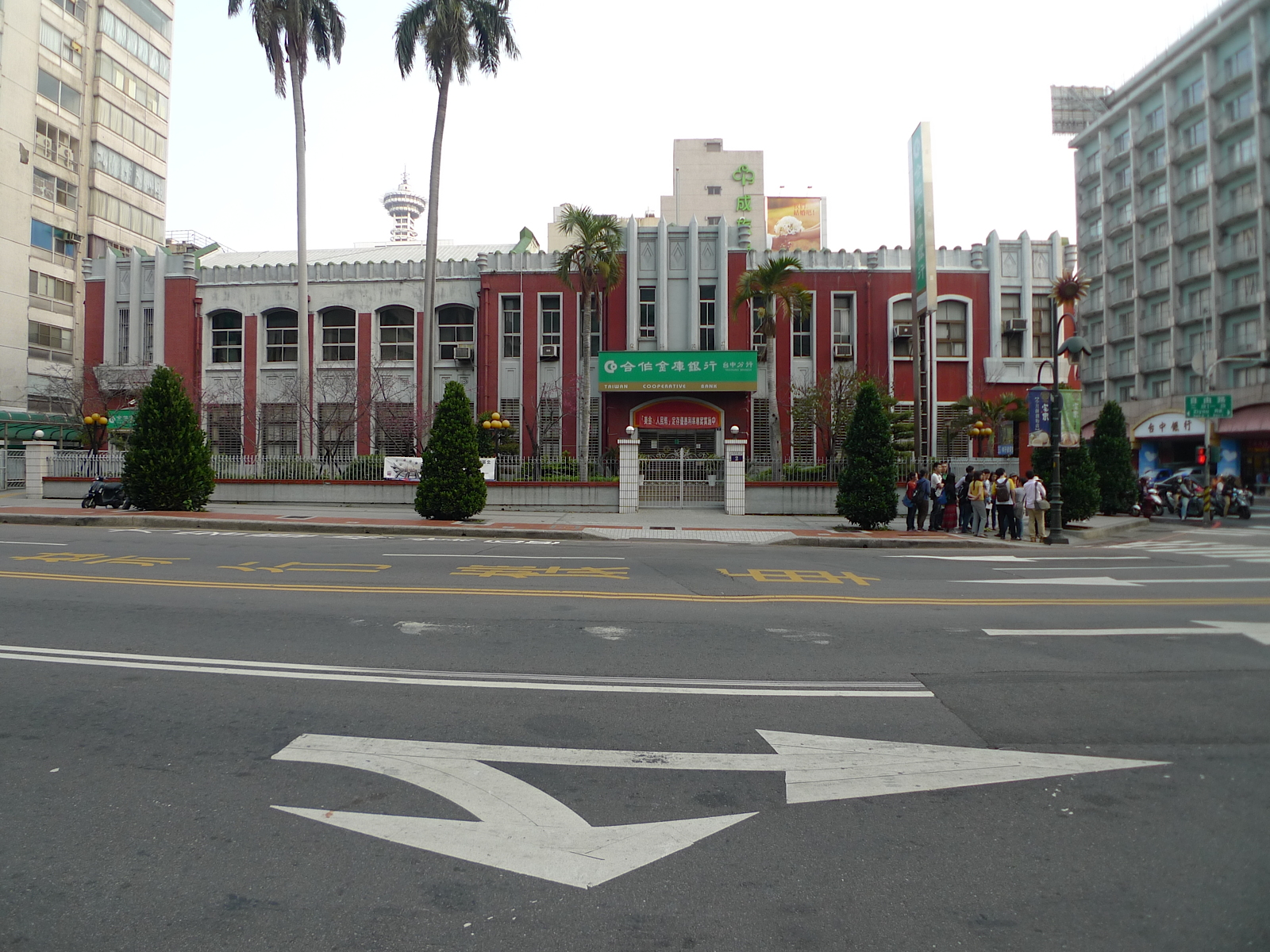
臺中不敬事件發生地點：臺中州立圖書館前，今為合作金庫商業銀行台中分行

- 5月5日——高松宮宣仁親王訪台[4]:170。
- 5月7日——《臺灣大眾時報》於日本東京創刊[1]:207。
- 5月14日——臺中不敬事件：朝鮮獨立運動參與者、在臺朝鮮人趙明河於臺中以短刀行刺來臺灣訪問的皇族久邇宮邦彥王（天皇裕仁的岳父）未遂。此事導致臺灣總督上山滿之進、總務長官後藤文夫、警務局長本山文平、臺中州知事佐藤續等人為該事件在同年6月至7月間相繼引咎辭職。

### 7月
- 7月9日——《臺灣大眾時報》被迫停刊[1]:207。
- 7月15日——臺灣民眾黨召開第二次黨員大會，通過《大會宣言》，號召「打倒公敵帝國主義」，指出「今後援助農工及各團體組織之政策，亦即本黨之基礎工作」，此宣言因被日本統治者認為內容不妥，禁止其散布[2]:3109。
- 7月18日——臺灣總督府高等法院上告部按日本《刑法》第75條（對皇族危害罪）殺人未遂判處臺中不敬事件當事人趙明河死刑，10月10日執行。

### 8月
- 8月2日——臺灣民眾黨電日本首相、外務大臣及各黨派等，認為「日本內閣對中國國民政府解決東三省問題及廢棄不平等條約之態度，顯示破壞民國統一與東洋和平之行為」[2]:3126。

### 9月
- 9月11日——臺北基隆間縱貫道路隧道開通[4]:172。

### 10月
- 10月7日——維新會成立[1]:207。

### 12月
- 12月22日——彰化社升格為彰化神社[5]:7。

## 出生
- 4月8日——華愛，原住民族政治人物。曾任立法委員。（2008年逝世）
- 4月16日——陳田錨，政治人物。出身高雄陳家，曾任多屆高雄市議會議長。（2018年逝世）
- 2月28日——許文龍，企業家。奇美集團創辦人。
- 5月20日——文夏，本名王瑞河，筆名愁人，台灣知名台語歌曲歌手、作詞家、演員，曾灌錄超過1,200首台語歌曲，而有「國寶歌王」之稱號，著名作品包括黃昏的故鄉、媽媽請你也保重等。（2022年逝世）
- 6月20日——黃靈芝，作家。作品包括俳句、短歌、評論、詩、小說與散文。（2016年逝世）
- 8月5日——張豐緒，政治人物。曾任屏東縣長、官派臺北市市長。（2014年逝世）
- 8月20日——黃信介，黨外運動領袖。美麗島事件主要人物，民主進步黨第三、四屆黨主席。（1999年逝世）
- 10月25日——許新枝，政治人物、商人。曾任民選第六屆桃園縣縣長、臺灣省政府民政廳長、內政部政務次長、監察委員。
- 11月13日——許昭榮，著名台籍日本兵及中華民國軍人。生前不斷為第二次世界大戰和國共內戰的台籍日本兵、台籍國軍、台籍共軍的權益奔走，2008年因抗議中華民國政府對台籍老兵暨遺族態度而自焚身亡。（2008年逝世）

## 逝世
- 3月15日——田代安定，日本植物學者。曾任職臺灣總督府技師，於日治時期到臺灣從事植物調查，留下許多植物學研究之資料與調查報告。逝世於日本鹿兒島。（1857年出生）
- 10月8日——住吉秀松，營造業者、政治人物。臺南工程公司「住吉組」創辦人，參與「臺南消防組」的成立，曾任臺南市協議會員。（1872年出生）
- 10月10日——趙明河（조명하），朝鮮獨立運動參與者。臺中不敬事件中行刺皇族久邇宮邦彥王。死刑。（1905年出生）